# Robert Finlay (köpman)
Robert Finlay, född 5 november 1719 i Dublin, död 1785 i Bordeaux, var en skotsk-svensk köpman. Hans far var bankir.

## Biografi
Robert Finlay föddes i Dublin som son till grosshandlaren John Finlay. Enligt ett intyg från 1753 skall han ha tillhört den skotska adliga ätten. Han arbetade en tid vid grosshandlaren J Tomortz kontor i Moskva. Robert Finlay flyttade till Stockholm 1744, där han blev grosshandlare och gifte sig 1751 med Elisabeth, dotter till kommerserådet Thomas Plomgren. I kompani med sin svåger John Jennings grundade han 1754 firman Finlay & Jennings, som för någon tid åtnjöt anseende som den främsta i landet, särskilt intresserad av de mellansvenska och finska bruken. Vid firmans upplösning 1761 innehade den bl.a. Forsmark, Gimo och Skebo bruk i Uppland. Skebo hade firman köpt av Anders Nordencrantz, som p.g.a. att köpeskillingen, 610625 daler kopparmynt, förblev obetald några år kom att förlora mycket pengar när sedan kursen steg kraftigt. Tillsammans med inrikespolitiska motsättningar var köpeskillingen för Skebo bakgrunden till Nordencrantz hätska angrepp mot bl.a. Finlay och Jennings.
Från 1752 till 1762 drev Finlay, John Jennings och Jacob Graver en "engelsk garfverii fabrique" med kungligt privilegium i kvarteret Asplunden på Kungsholmen. Affärsidén var att garva oxhudar till sulläder som garveriet skulle sälja till Stockholms skomakare. Otillräcklig efterfrågan på sulläder och tillgång till råvaror gjorde dock att lönsamheten var dålig.
År 1762 erhöll Finlay, Fabian Löwen, Michael Grubb och Georg Henric Conradi koncession på 20 år att driva det nya Svenska Ostindiska Compagniets tredje oktroj.
Tillsammans med den Plomgrenska kretsen var han indragen i frihetstidens kommersiella storpolitik, och fick dela såväl dess framgångar under hattregimen som den slutliga katastrofen.
Robert Finlay adlades 1755, blev kommerseråd 1762, utnämndes till riddare av Nordstjärneorden 1770 och fick göra konkurs 1771. Efter skilsmässa från Elisabeth bosatte han sig 1772 på en egendom nära Bordeaux. Hans ätt Finlaij slocknade med honom. 
Robert Finlay har gett sitt namn åt Robertsfors och Robertsfors bruk som han anlade i Västerbotten 1758.